# 林謙如
林謙如（1977年9月12日—），為台灣游泳國手，高中畢業於國立竹科實中，大學畢業於國立臺灣師範大學體育學系學士與國立臺灣師範大學體育學系碩士。

## 經歷
1996年參加亞特蘭大奧運；曾任緯來體育台、台視主播。

## 現任
台大游泳隊教練，曾帶領台大游泳隊多次獲得全國大專校院運動會總錦標。

## 家庭
與同曾是體育國手的吳國輝於2010年結婚。兩人相識於1996年亞特蘭大奧運，當時林謙如是游泳選手，吳國輝則是柔道選手，愛情長跑14年。吳國輝目前在桃園南亞技術學院教書，林謙如則在台大，都是體育講師，共同為台灣的體育貢獻心力。